# سالي براون
سالي براون (بالإنجليزية: Sally Brown)‏ هي منافسة ألعاب القوى بريطانية، ولدت في 26 يونيو 1995 في ديري في أيرلندا الشمالية.